# Román Piña Chán
Pour les articles homonymes, voir Piña (homonymie).
Román Piña Chán est un archéologue et anthropologue mexicain né le 29 février 1920 à Campeche et mort à Mexico le 10 avril 2001. Après avoir étudié à l'école industrielle de Campeche, puis à l'institut polytechnique national de Mexico, il est finalement devenu professeur émérite de l'INAH. Ses études des civilisations précolombiennes, principalement celles du centre du Mexique et du golfe du Mexique, ont aidé à caractériser et périodiser l'étape qu'il a appelée préclassique dans Las culturas preclásicas de la Cuenca de México, en 1955.